# Admiralty Islands (Australien)
Die Admiralty Islands sind eine unbewohnte Inselgruppe rund 580 Kilometer vor der Ostküste des australischen Bundesstaats New South Wales. Die Gruppe besteht aus etwa acht Felsinseln und liegt nahe der Nordostküste der Lord-Howe-Insel.

## Inseln
| Inselname        | Koordinaten           | Fläche |
| ---------------- | --------------------- | ------ |
| Roach Island     | 31° 30′ S, 159° 04′ O | …      |
| Sugarloaf Island | 31° 30′ S, 159° 04′ O | …      |
| Noddy Island     | 31° 30′ S, 159° 04′ O | …      |
| South Island     | 31° 30′ S, 159° 04′ O | …      |
| Tenth of June    | 31° 30′ S, 159° 04′ O | …      |
| Flat Rock        | 31° 29′ S, 159° 04′ O | …      |
| North Rock       | 31° 29′ S, 159° 04′ O | …      |
| Soldiers Cap     | 31° 31′ S, 159° 04′ O | …      |